# Resolució 664 del Consell de Seguretat de les Nacions Unides
La Resolució 664 del Consell de Seguretat de les Nacions Unides, adoptada per unanimitat el 18 d'agost de 1990, reafirmant resolucions 660 (1990), 661 (1990) i 662 (1990) el Consell va recordar les obligacions de l'Iraq de conformitat amb el dret internacional i actuant sota el Capítol VII de la Carta de les Nacions Unides, va exigir que l'Iraq autoritzi i faciliti la sortida de nacionals de països tercers des de l'Iraq i Kuwait, demanant accés consular i diplomàtic als ciutadans de tercers estats.
El Consell demanà que l'Iraq no presenti cap acció que posi en perill la seguretat dels nacionals, reafirmant que l'annexió de Kuwait és il·legal, per la qual cosa exigeix que l'Iraq rescindeixi les seves ordres de tancar la missió consular i diplomàtica a Kuwait i l'eliminació de la immunitat diplomàtica del seu personal. Milers d'estrangers estaven a l'Iraq i Kuwait en el moment de la invasió iraquiana, i el Consell va denunciar la decisió de l'Iraq d'utilitzar els estrangers com a "escuts humans" en llocs estratègics.
La resolució 664 va demanar finalment al secretari general Javier Pérez de Cuéllar que informés sobre el compliment de la resolució actual al més aviat possible.